# Drachten
Drachten – miejscowość w północnej Holandii, we Fryzji, w gminie Smallingerland. Według stanu na 1 stycznia 2024 liczyła 45 505 mieszkańców.
Największy rozkwit nastąpił po wybudowaniu fabryki przez firmę Philips w 1950 r. Od początku XXI w. - wraz z kilkoma innymi miejscowościami Europy - Drachten bierze udział w unijnym projekcie Shared space (pol. „przestrzeń współdzielona”), w ramach którego na wszystkich ulicach obowiązuje ograniczenie prędkości do 30 km/h, każde skrzyżowanie jest równorzędne (usunięto sygnalizacje świetlne i niemal wszystkie znaki drogowe). Dzięki realizacji projektu liczba wypadków drogowych spadła o 70%, a pojazdy poruszają się bardzo płynnie (niska prędkość jazdy ulicami pozwala bowiem na łatwe włączanie się w sznur jadących samochodów, natomiast świadomość braku oznakowania i zasada ograniczonego zaufania wzmacniają koncentrację kierowców).

## Miasta partnerskie
- Gobabis
- Kirjat Ono